# Jonathan Glazer
Jonathan Glazer   (Londres, 26 de març de 1965) és un director de cinema i guionista anglès. Va començar la seva carrera al teatre abans de passar al cinema, dirigint les característiques Sexy Beast (2000), Birth (2004), Under the Skin (2013) i La zona d'interès (2023), que guanyà el Gran Premi del Festival de Canes i dos Premis Oscar.
La seva obra sovint es caracteritza per representacions de personatges ferits i desesperats, exploracions de temes com l'alienació i la solitud, un estil visual atrevit que utilitza una perspectiva omniscient i un ús dramàtic de la música. Glazer ha estat nominat a sis premis BAFTA i dos premis de l'Acadèmia. Pel drama històric La zona d'interès, va guanyar tant el Gran Premi com el Premi FIPRESCI al Festival de Canes 2023, i ha guanyat l'Oscar a la millor pel·lícula de parla no anglesa.
Glazer també ha adreçat vídeos de música nombrosa per Radiohead, Massive Attack, Blur, Richard Ashcroft i altres. Per a la seva feina, va rebre nominacions pel MTV Premi de Música del Vídeo per Direcció Millor dues vegades, consecutivament per a la seva feina per als treballs de Jamiroquai "Virtual Insanity" i Radiohead "Karma Police". També ha dirigit anuncis per a Kodak, Sony, Nike, Barclay i Alexander McQueen, entre d'altres.

## Filmografia

### Llargmetratges
| Year | Title             | Director | Guionista |
| ---- | ----------------- | -------- | --------- |
| 2000 | Sexy Beast        | sí       | No        |
| 2004 | Birth             | sí       | sí        |
| 2013 | Under the Skin    | sí       | sí        |
| 2023 | La zona d'interès | sí       | sí        |

### Curtmetratges
| Year | Title                          | Director | Guionista | Notes                    |
| ---- | ------------------------------ | -------- | --------- | ------------------------ |
| 1994 | Mad                            | Yes      | Yes       | També productor i editor |
| 1997 | Commission                     | Yes      | Yes       |                          |
| 2019 | The Fall                       | Yes      | Yes       |                          |
| 2020 | Strasbourg 1518                | Yes      | Yes       | Curt per a TV            |
| 2020 | First Light: Alexander McQueen | Yes      | No        |                          |

### Vídeos musicals
| Curs | Títol                         | Artista                   | Notes      |
| ---- | ----------------------------- | ------------------------- | ---------- |
| 1995 | " Karmacoma "                 | Massive Attack            |            |
| 1995 | " L'Universal "               | Blur                      |            |
| 1996 | " Street Spirit (Fade Out) "  | Radiohead                 |            |
| 1996 | " Bogeria virtual "           | Jamiroquai                |            |
| 1997 | " Noia còsmica "              | Jamiroquai                | Cancel·lat |
| 1997 | " En els meus braços "        | Nick Cave i les Bad Seeds |            |
| 1997 | " Policia del karma "         | Radiohead                 |            |
| 1998 | " Conill als teus fars "      | UNKLE amb Thom Yorke      |            |
| 2000 | " Una cançó per als amants "  | Richard Ashcroft          |            |
| 2000 | " Diners per cremar "         | Richard Ashcroft          | Cancel·lat |
| 2006 | " Viu amb mi "                | Massive Attack            |            |
| 2009 | " Tracta'm com la teva mare " | The Dead Weather          |            |

## Premis i nominacions
| Premi                                   | Any  | Categoria                               | Obra nominada           | Resultat  | Ref.  |
| --------------------------------------- | ---- | --------------------------------------- | ----------------------- | --------- | ----- |
| Premis Oscar                            | 2024 | Millor guió adaptat                     | La zona d'interès       | Nominat   | [ 1 ] |
| Premis Oscar                            | 2024 | Millor direcció                         | La zona d'interès       | Nominat   | [ 1 ] |
| Premis BAFTA                            | 2001 | Millor pel·lícula britànica             | Sexy Beast              | Nominat   |       |
| Premis BAFTA                            | 2015 | Millor pel·lícula britànica             | Under the Skin          | Nominat   |       |
| Premis BAFTA                            | 2024 | Millor pel·lícula britànica             | La zona d'interès       | Guanyador |       |
| Premis BAFTA                            | 2024 | Millor pel·lícula en llengua no anglesa | La zona d'interès       | Guanyador |       |
| Premis BAFTA                            | 2024 | Millor direcció                         | La zona d'interès       | Nominat   |       |
| Premis BAFTA                            | 2024 | Millor guió (adaptat)                   | La zona d'interès       | Nominat   |       |
| Boston Society of Film Critics          | 2023 | Millor guió adaptat                     | La zona d'interès       | Guanyador |       |
| Boston Society of Film Critics          | 2023 | Best Director                           | La zona d'interès       | Guanyador |       |
| Premis British Independent Film         | 2001 | Millor director                         | Sexy Beast              | Guanyador |       |
| Premis British Independent Film         | 2013 | Millor director                         | Under the Skin          | Nominat   |       |
| Camerimage                              | 2023 | Golden Frog                             | La zona d'interès       | Nominat   |       |
| Festival de Cinema de Canes             | 2023 | Palma d'Or                              | La zona d'interès       | Nominat   |       |
| Festival de Cinema de Canes             | 2023 | Premi FIPRESCI                          | La zona d'interès       | Guanyador |       |
| Festival de Cinema de Canes             | 2023 | Gran Premi                              | La zona d'interès       | Guanyador |       |
| Premis Chicago Film Critics Association | 2002 | Millor director promesa                 | N/D                     | Nominat   |       |
| Premis Chicago Film Critics Association | 2014 | Millor guió adaptat                     | Under the Skin          | Nominat   |       |
| Premis Chicago Film Critics Association | 2023 | Millor guió adaptat                     | La zona d'interès       | Nominat   |       |
| Premis del Cinema Europeu               | 2023 | Millor pel·lícula europea               | La zona d'interès       | Nominat   |       |
| Premis del Cinema Europeu               | 2023 | Millor director europeu                 | La zona d'interès       | Nominat   |       |
| Premis del Cinema Europeu               | 2023 | Millor guionista europeu                | La zona d'interès       | Nominat   |       |
| Premis Florida Film Critics Circle      | 2023 | Millor director                         | La zona d'interès       | Nominat   |       |
| Premis Gotham                           | 2014 | Premi de l'audiència                    | Under the Skin          | Nominat   |       |
| Premis Gotham                           | 2014 | Millor interpretació                    | Under the Skin          | Nominat   |       |
| Premis Gotham                           | 2023 | Millor interpretació internacional      | La zona d'interès       | Nominat   |       |
| Premis Gotham                           | 2023 | Millor guió                             | La zona d'interès       | Nominat   |       |
| Premis Independent Spirit               | 2002 | Millor pel·lícula de parla no anglesa   | Sexy Beast              | Nominat   |       |
| Premis Independent Spirit               | 2015 | Millor pel·lícula de parla no anglesa   | Under the Skin          | Nominat   |       |
| Premis Independent Spirit               | 2024 | Millor pel·lícula de parla no anglesa   | La zona d'interès       | Nominat   |       |
| Premis MTV Video Music                  | 1997 | Millor direcció                         | "Virtual Insanity"      | Nominat   |       |
| Premis MTV Video Music                  | 1997 | Millor edició                           | "Virtual Insanity"      | Nominat   |       |
| Premis MTV Video Music                  | 1997 | Millor efectes especials                | "Virtual Insanity"      | Guanyador |       |
| Premis MTV Video Music                  | 1998 | Millor direcció                         | "Karma Police"          | Nominat   |       |
| Premis Satellite                        | 2002 | Millor director                         | Sexy Beast              | Nominat   |       |
| Premis Satellite                        | 2024 | Millor director                         | La zona d'interès       | Nominat   |       |
| Premis Satellite                        | 2024 | Millor guió adaptat                     | La zona d'interès       | Nominat   |       |
| Festival de Cinema de Venècia           | 2004 | Lleó d'Or                               | <i id="mwAz4">Birth</i> | Nominat   |       |
| Festival de Cinema de Venècia           | 2013 | Lleó d'Or                               | Under the Skin          | Nominat   |       |